# Воронки
Воронкѝ (на украински: Вороньки) е село в северна Украйна, част от Нежински район на Черниговска област. Населението му е около 689 души (2021).
Разположено е на 130 метра надморска височина в Днепърската низина, на 46 километра югозападно от Нежин и на 80 километра североизточно от Киев. Селището е основано в средата на XVII век, а от 1850 година е владение на казашкия род Кочубей. В тяхното имение прекарва последните години от живота си техния родственик и един от водачите на декабристите княз Сергей Волконски, заедно с някои свои съмишленици.

## Известни личности
Починали във Воронки
- Александър Поджио (1798 – 1873), революционер